# Gaetano Pollio
Gaetano Pollio (Meta di Sorrento, 30 dicembre 1911 – Lecco, 13 marzo 1991) è stato un arcivescovo cattolico e missionario italiano.
Fu portatore di valori religiosi in un periodo chiave per il futuro della fede in un'area geopolitica rilevante, ove operò in qualità di massima autorità ecclesisatica nella regione. Fu testimone e vittima diretta delle repressioni e delle violazioni dei diritti umani attuati dal regime totalitario che si stava instaurando.

## Biografia
Ordinato sacerdote del Pontificio istituto missioni estere il 22 settembre 1934, l'anno successivo viene inviato in missione a Kaifeng, città della provincia cinese dello Henan. Dopo il martirio del locale vescovo Tacconi, il giovane Pollio regge le sorti della Missione che si trovava nei territori occupati dai giapponesi durante la seconda guerra mondiale.
All'indomani della cacciata dei giapponesi, il 12 dicembre 1946 è nominato arcivescovo di Kaifeng, ricevendo l'ordinazione il successivo 13 aprile.

Nel giugno 1948 la sua regione è sconvolta dallo scontro tra nazionalisti e comunisti: questi ultimi, presa la città di Kaifeng, lo imprigionano e lo sottopongono ad un regime carcerario estremamente duro. Ricorda infatti che: 
Nell'ottobre 1951 fa ritorno in Italia. Dopo un periodo passato presso il PIME, l'8 settembre 1960 è nominato arcivescovo di Otranto e Primate del Salento.
Dal 9 novembre 1968 al 5 febbraio 1969 fu amministratore apostolico della diocesi di Ugento-Santa Maria di Leuca.
Il 5 febbraio 1969 è nominato arcivescovo di Salerno e amministratore perpetuo di Acerno; il 4 agosto 1973 è nominato anche vescovo di Campagna.
Colpito da una grave malattia, il 20 ottobre 1984 rassegna le dimissioni. Si trasferisce a Trentola Ducenta nella casa del Pime. Torna di nuovo a Salerno il 2 aprile 1990 per ricevere la cittadinanza onoraria, voluta all'unanimità dal Consiglio Comunale. Muore a Lecco il 13 marzo 1991 all'età di 79 anni. Il 16 marzo a Salerno si tiene il suo funerale, celebrato dal suo successore, l'arcivescovo Guerino Grimaldi. Pollio viene sepolto nella cripta della cattedrale di Salerno, a poca distanza dalla tomba dell'apostolo ed evangelista San Matteo.

## Genealogia episcopale
La genealogia episcopale è:
- Cardinale Scipione Rebiba
- Cardinale Giulio Antonio Santori
- Cardinale Girolamo Bernerio, O.P.
- Arcivescovo Galeazzo Sanvitale
- Cardinale Ludovico Ludovisi
- Cardinale Luigi Caetani
- Cardinale Ulderico Carpegna
- Cardinale Paluzzo Paluzzi Altieri degli Albertoni
- Papa Benedetto XIII
- Papa Benedetto XIV
- Papa Clemente XIII
- Cardinale Marcantonio Colonna
- Cardinale Giacinto Sigismondo Gerdil, B.
- Cardinale Giulio Maria della Somaglia
- Cardinale Carlo Odescalchi, S.I.
- Cardinale Costantino Patrizi Naro
- Cardinale Serafino Vannutelli
- Cardinale Domenico Serafini, Cong. Subl. O.S.B.
- Cardinale Pietro Fumasoni Biondi
- Cardinale Antonio Riberi
- Arcivescovo Gaetano Pollio

## Citazioni
(Giovanni Paolo II)
(Il carceriere cinese)